# Jermak Timofejewitsch

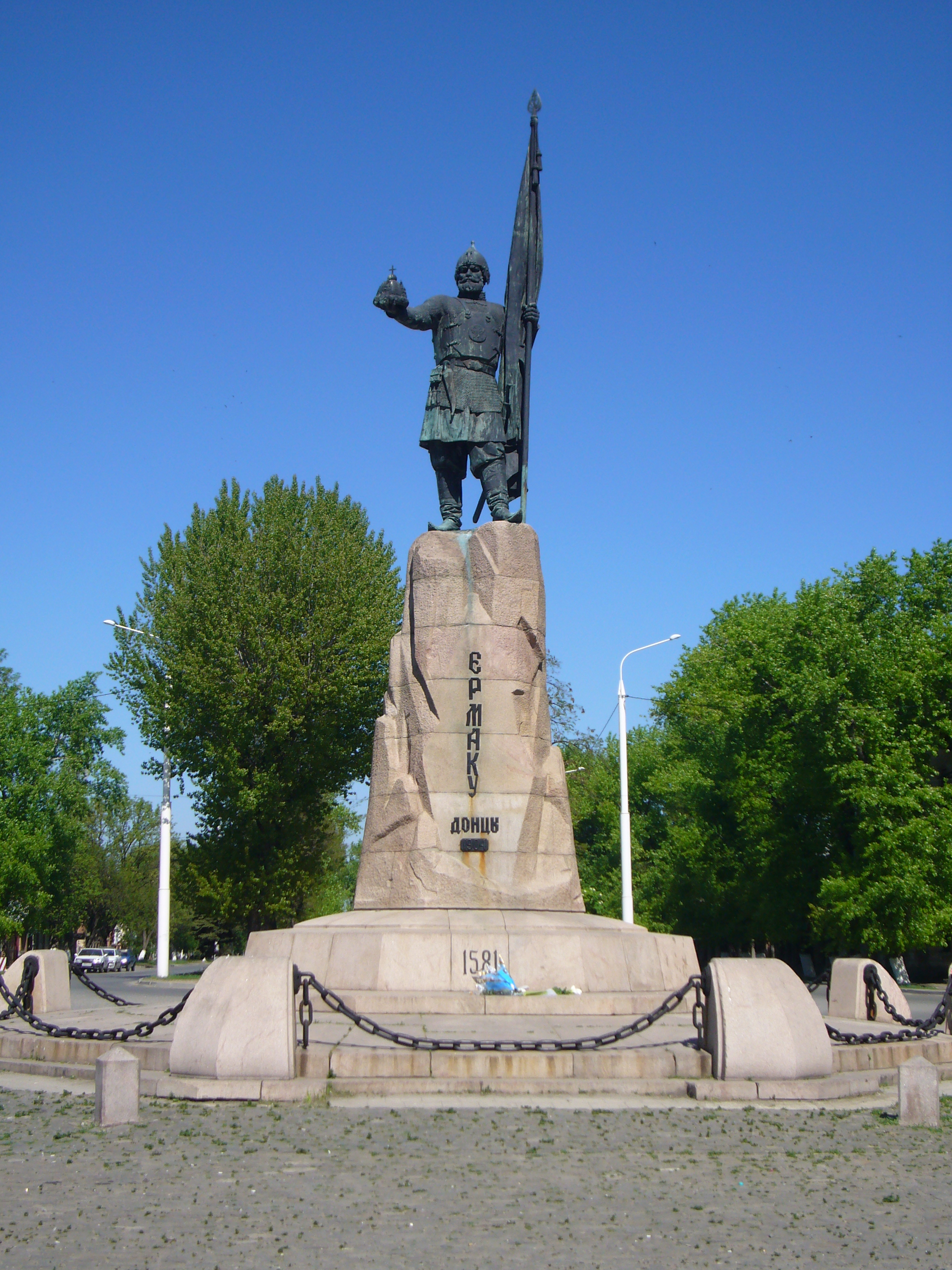
Denkmal für Ataman Jermak in Nowotscherkassk

Jermak Timofejewitsch (russisch Ермак Тимофеевич, wissenschaftliche Transliteration Ermak Timofeevič; * 1525 oder 1540 in Susdal; † 5./6. August 1585) war ein russischer Kosaken-Ataman und Entdecker. Jermak gilt als der „Eroberer Sibiriens“.

## Herkunft

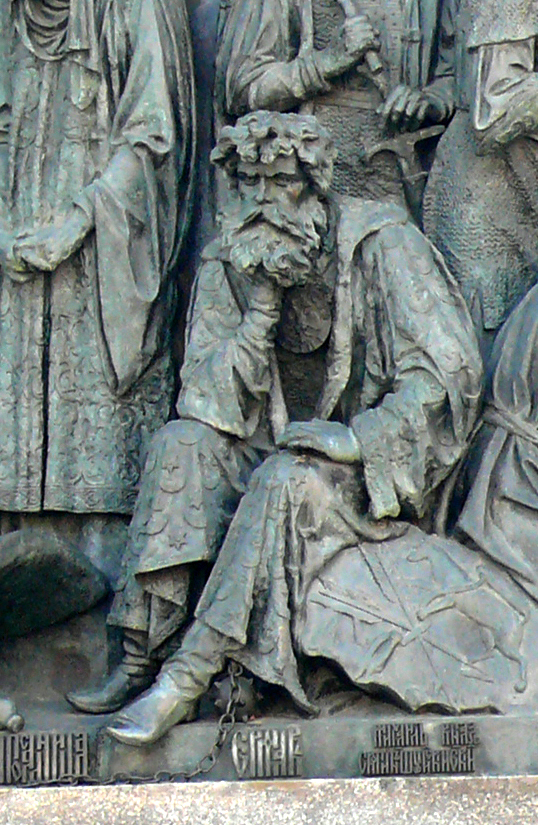
Jermak auf dem Nationaldenkmal Tausend Jahre Russland in Nowgorod

Jermaks Herkunft ist von Gerüchten umwoben. Vor seiner Zeit im Dienste der Stroganows soll er, wie auch sein Vater und sein Großvater vor ihm, Flusspirat und Waldräuber an der Wolga gewesen sein. Andere behaupteten, er habe als Kosak am Krieg gegen Polen-Litauen teilgenommen.

## Eroberung von Sibir
Die in Perm ansässige Kaufmannsfamilie Stroganow erhielt 1558 vom russischen Zaren Iwan IV. das alleinige Handelsrecht in Sibirien und wurde mit dessen kolonialer Erschließung beauftragt. Die Stroganows unterhielten hierzu eigene Truppen und Festungen in Sibirien, um ihre Ländereien vor Einfällen zu schützen. Um 1580 nahmen sie Kosaken in ihre Dienste, so auch Jermak. Im Auftrag der Stroganows überschritt er den Ural und bewies dabei Geschick. Am 1. September 1581 gelang es den von ihm geführten Söldnern, ein weiteres Vordringen eines tatarischen Heers zu verhindern. Vom 23. bis 25. Oktober 1582 eroberte er in der Schlacht am Tschuwaschenkap mit nur 540 Kosaken und 300 Söldnern der Stroganows, gut ausgestattet mit Feuerwaffen und mehreren kleinen Kanonen, jedoch ohne Pferde, die in den Sumpfgebieten auch wenig genützt hätten, das Khanat Sibir in der Nähe des heutigen Tobolsk. Sein zahlenmäßig überlegener Gegner Kütschüm Khan hatte weniger Feuerwaffen und nur zwei Kanonen (wohl aus Buchara) und war zudem die Kampfweise der schnell in Booten über die Flüsse Tura, Tobol und Irtysch vordringenden Kosaken nicht gewohnt.

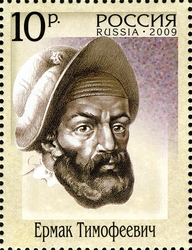
Jermak auf einer russischen Briefmarke (2010)

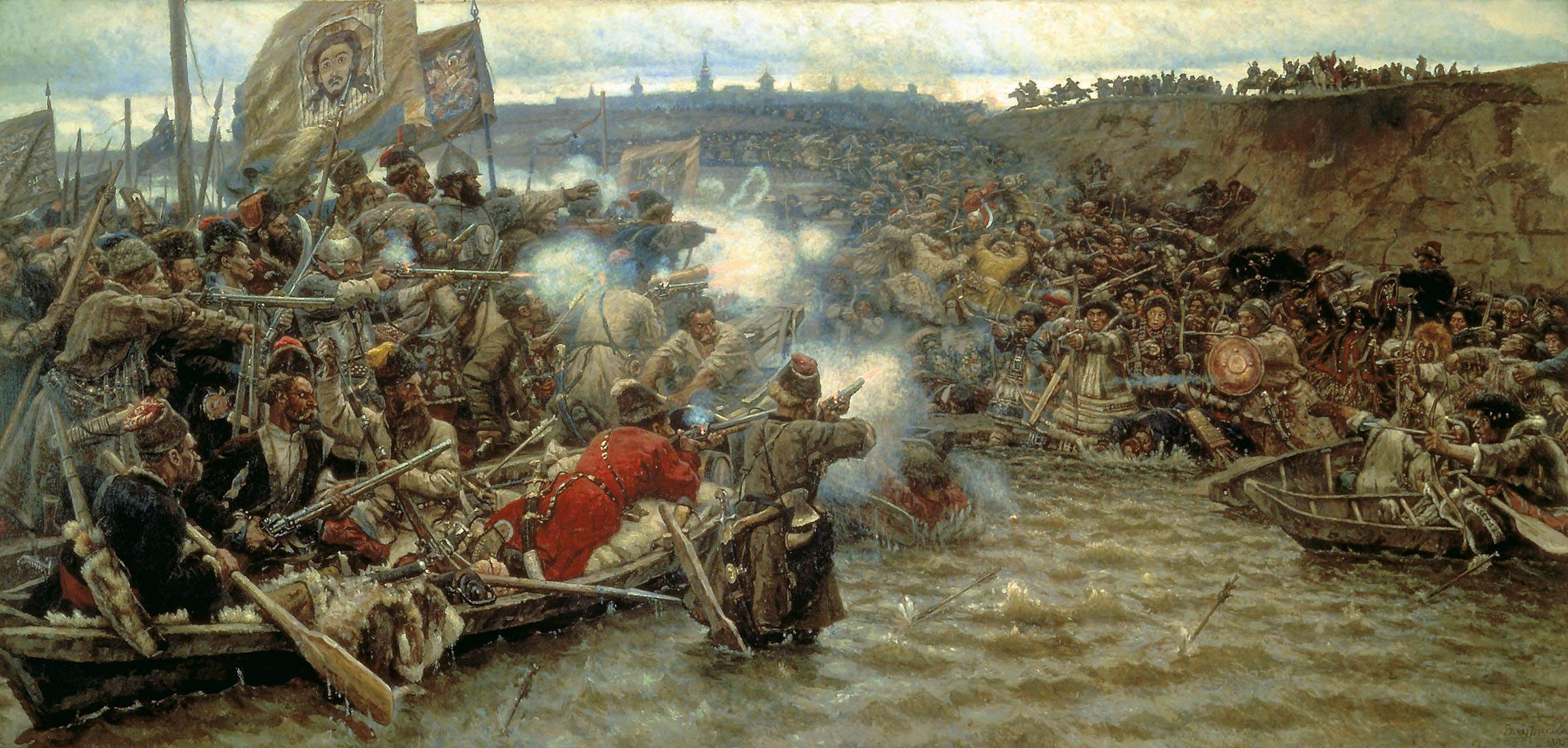
Die Eroberung Sibiriens durch Jermak. Gemälde von Wassili Surikow, 1895

Die russische Kolonisation des bis dahin von Europäern unberührten Nordasiens war damit eingeleitet. Kurz darauf unterstellte Jermak Sibirien dem russischen Zaren Iwan IV. und ließ ihm reiche (Pelz-)Geschenke bringen, um dessen dringend benötigte Unterstützung zu erlangen, denn die Tataren gaben trotz des Verlustes ihrer Hauptstadt Isker/Sibir, der Gefangennahme ihres Truppenführers Mahmet Kul (Neffe des Khans), innerer Streitigkeiten und der Ankunft von 300 russischen Strelizen (November 1584) nicht auf. Sie hatten den Heimvorteil, während die belagerten Kosaken mangels Vorräten hungerten und an Kampfkraft verloren.

## Tod
Am 5./6. August 1585 ertrank Jermak bei der Mündung des Flusses Wagai in den Irtysch, etwa 50 Kilometer südöstlich des heutigen Tobolsk. Die Tataren hatten ihn mit dem falschen Gerücht über die Ankunft einer bucharischen Karawane aus seiner Befestigung gelockt. Beim nächtlichen Angriff auf seine Boote ertrank er, weil ihn seine schwere Rüstung in die Tiefe zog. Die Tataren unter Kütschüms Sohn Ali gewannen ihre Hauptstadt wieder. Die verbliebenen 90 Kosaken zogen sich zurück, trafen dann mit einer neuankommenden Hundertschaft zusammen und gründeten 1586 und 1587 die ersten russischen Siedlungen in Sibirien: Tjumen und Tobolsk. Erst 1598 konnte Kütschüm Khan endgültig besiegt werden. Er wurde auf der Flucht von Nogaiern ermordet.

### Belletristik
- Lew Tolstoi: Jermak und die Eroberung Sibiriens (1872)
- Barbara Bartos-Höppner: Kosaken gegen Kutschum-Khan. Stuttgart 1959. ISBN 3-7855-2011-5
- Arno Schmidt: Die Geschichte vom Riesen Jermak. In: (ders.) Trommler beim Zaren, Karlsruhe 1966; auch in: (ders.) Bargfelder Ausgabe III/4, S. 98–107.